# Número atómico

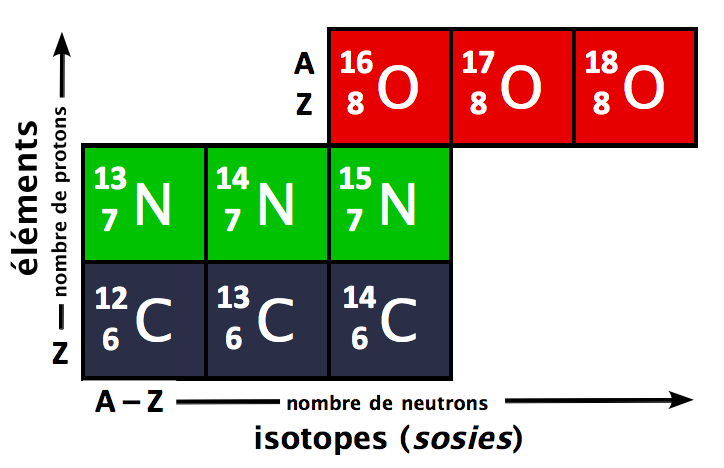
Isótopos del carbono, nitrógeno y oxígeno ordenados según el número atómico y el número neutrónico

En física y química, el número atómico (o también, número de carga nuclear) de un elemento químico es el número total de protones que tiene cada átomo de dicho elemento. El símbolo convencional y su representación "Z" proviene de la palabra alemana Atomzahl (número atómico).
Se coloca como subíndice a la izquierda del símbolo del elemento correspondiente. Por ejemplo, todos los átomos del elemento hidrógeno tienen un protón y su Z=1, los de helio tienen dos protones y Z=2, los de litio tres protones y Z=3.
Los átomos de diferentes elementos tienen distintos números de electrones y protones. Un átomo en su estado natural es neutro y tiene un número igual de electrones y protones. Un átomo de sodio (Na) tiene un número atómico de 11; posee once electrones y once protones. Un átomo de magnesio (Mg) tiene un número atómico de 12; posee doce electrones y doce protones, y un átomo de uranio (U), que tiene un número atómico de 92, posee 92 electrones y 92 protones.
En 1913 Henry Moseley demostró la regularidad existente entre los valores de las longitudes de onda de los rayos X esto significa que están emitidos por diferentes metales tras ser bombardeados con electrones, y los números atómicos de estos elementos metálicos. Este hecho permitió clasificar los elementos en la tabla periódica por orden creciente atómico.

## Historia

### La tabla periódica y un número natural para cada elemento

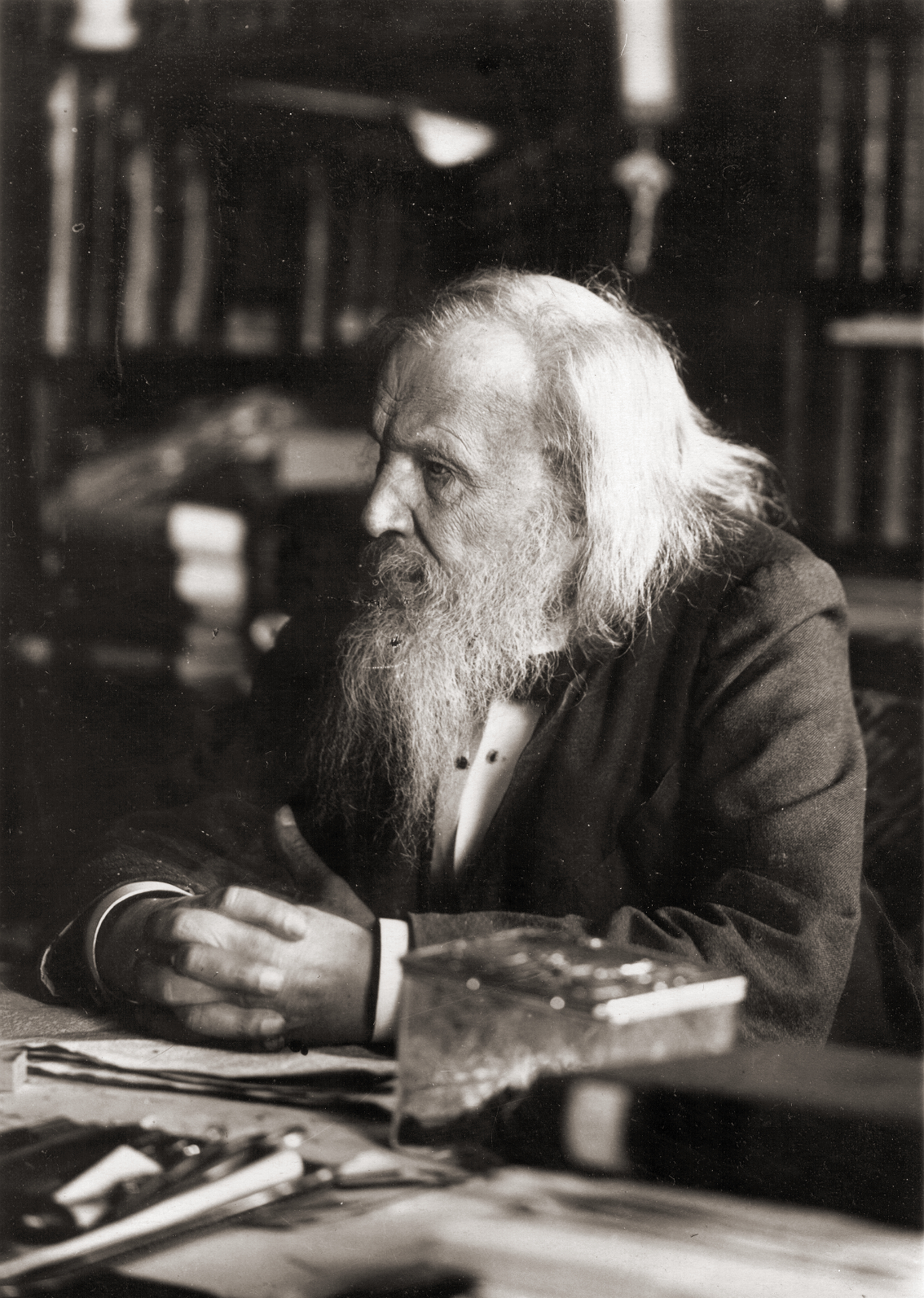
El químico ruso Dmitri Mendeleev, creador de la tabla periódica.

A grandes rasgos, la existencia o construcción de una tabla periódica de elementos crea una ordenación de los mismos, por lo que se pueden numerar en orden.
Dmitri Mendeléyev dijo que dispuso sus primeras tablas periódicas (publicadas por primera vez el 6 de marzo de 1869) en orden de peso atómico («Atomgewicht»). Sin embargo, teniendo en cuenta las propiedades químicas observadas de los elementos, cambió ligeramente el orden y colocó al telurio (peso atómico 127. 6) por delante del yodo (peso atómico 126,9). Esta colocación es coherente con la práctica moderna de ordenar los elementos por número de protones, Z, pero ese número no se conocía ni se sospechaba en aquella época.

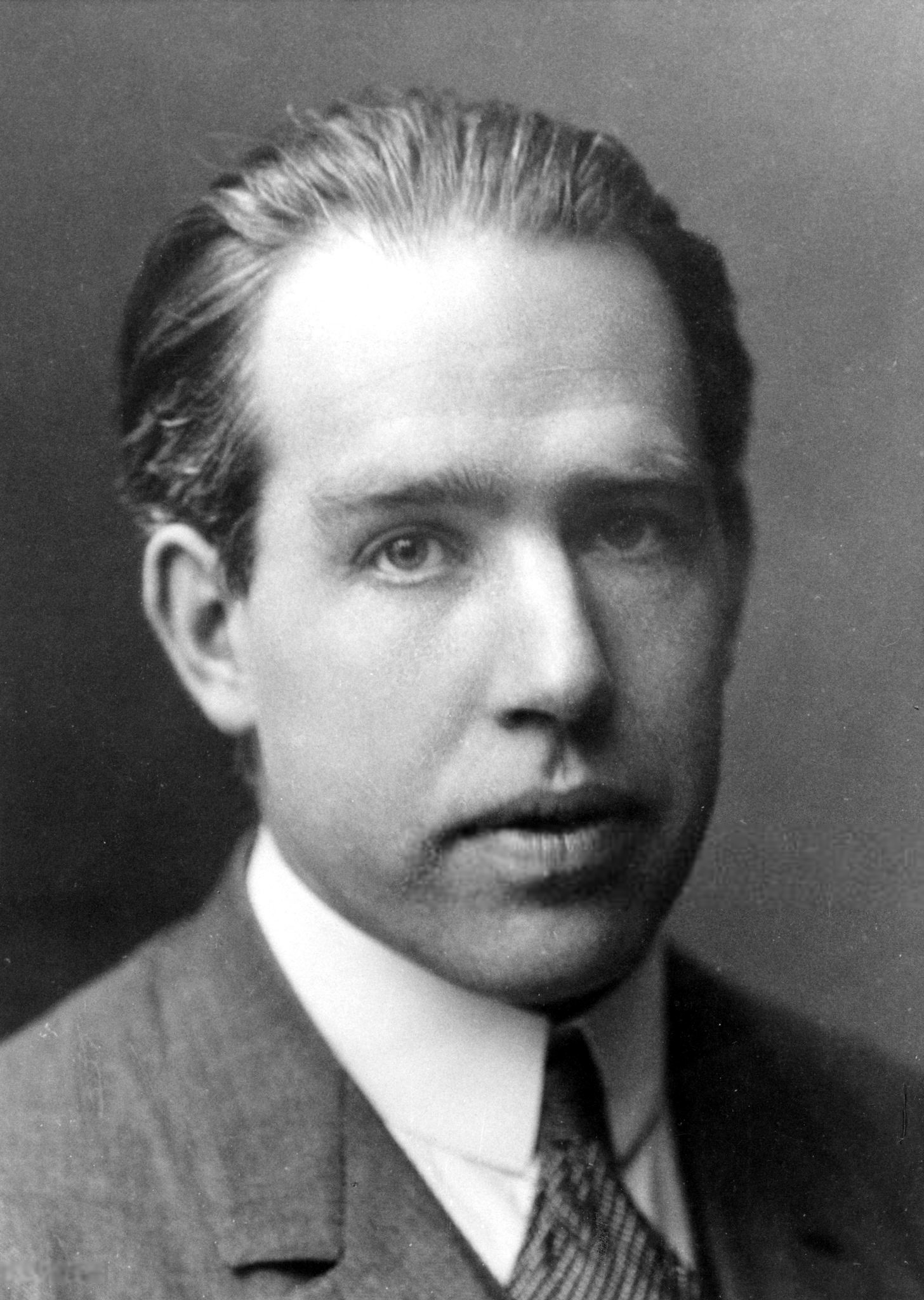
Niels Bohr, creador del modelo de Bohr.

Una numeración simple basada en la posición en la tabla periódica nunca fue del todo satisfactoria. Además del caso del yodo y el telurio, más tarde se demostró que otros pares de elementos (como argón y potasio, cobalto y níquel) tenían pesos atómicos casi idénticos o invertidos, lo que obligaba a determinar su ubicación en la tabla periódica en función de sus propiedades químicas. Sin embargo, la identificación gradual de más y más elementos lantánidos químicamente similares, cuyo número atómico no era obvio, condujo a la inconsistencia e incertidumbre en la numeración periódica de los elementos al menos desde el lutecio (elemento 71) en adelante (hafnio no se conocía en ese momento).

### El modelo Rutherford-Bohr y van den Broek
En 1911, Ernest Rutherford dio un modelo del átomo en el que un núcleo central poseía la mayor parte de la masa del átomo y una carga positiva que, en unidades de la carga del electrón, debía ser aproximadamente igual a la mitad del peso atómico del átomo, expresado en número de átomos de hidrógeno. Esta carga central sería, por tanto, aproximadamente la mitad del peso atómico (aunque era casi un 25% diferente del número atómico del oro (Z = 79, A = 197), el único elemento del que Rutherford hizo su conjetura). Sin embargo, a pesar de la estimación de Rutherford de que el oro tenía una carga central de aproximadamente 100 (pero era el elemento Z = 79 de la tabla periódica), un mes después de la publicación del artículo de Rutherford, Antonius van den Broek sugirió formalmente por primera vez que la carga central y el número de electrones de un átomo eran exactamente iguales a su lugar en la tabla periódica (también conocido como número de elemento, número atómico, y simbolizado Z). Con el tiempo se demostró que así era.

### Experimento de Moseley de 1913
La situación desde un punto de vista experimental mejoró drásticamente tras las investigaciones de Henry Moseley en 1913. Moseley, tras discusiones con Bohr que se encontraba en el mismo laboratorio (y que había utilizado la hipótesis de Van den Broek en su modelo de Bohr del átomo), decidió comprobar directamente la hipótesis de Van den Broek y Bohr, viendo si línea espectrals emitidas por átomos excitados se ajustaban a la postulación de la teoría de Bohr de que la frecuencia de las líneas espectrales fuera proporcional al cuadrado de Z. 
Para ello, Moseley midió las longitudes de onda de las transiciones fotónicas más internas (líneas K y L) producidas por los elementos desde el aluminio (Z = 13) hasta el oro (Z = 79) utilizados como una serie de blancos anódicos móviles dentro de un tubo de rayos X. La raíz cuadrada de la frecuencia de estos fotones (rayos X) aumentaba de un blanco al siguiente en una progresión aritmética. Esto llevó a la conclusión (ley de Moseley) de que el número atómico se corresponde estrechamente (con un desfase de una unidad para las líneas K, en el trabajo de Moseley) con la carga eléctrica calculada del núcleo, es decir, el número de elemento Z. Entre otras cosas, Moseley demostró que la serie de los lantánidos (desde el lantano hasta el lutecio inclusive) debe tener 15 miembros -ni más ni menos-, lo que no era obvio a partir de la química conocida en aquel momento.

### Elementos que faltaban
Tras la muerte de Moseley en 1915, los números atómicos de todos los elementos conocidos desde el hidrógeno hasta el uranio (Z = 92) fueron examinados mediante su método. Hubo siete elementos (con Z < 92) que no se encontraron y, por tanto, se identificaron como aún por descubrir, correspondientes a los números atómicos 43, 61, 72, 75, 85, 87 y 91.De 1918 a 1947 se descubrieron los siete elementos desaparecidos. Para entonces, también se habían descubierto los cuatro primeros elemento transuránicos, de modo que la tabla periódica estaba completa sin lagunas hasta el curio (Z = 96).

### El protón y la idea de los electrones nucleares
En 1915, no se comprendía la razón por la que la carga nuclear se cuantizaba en unidades de Z, que ahora se reconocía que eran las mismas que el número del elemento. Una vieja idea llamada hipótesis de Prout había postulado que los elementos estaban todos hechos de residuos (o «prótidos») del elemento más ligero, el hidrógeno, que en el modelo Bohr-Rutherford tenía un solo electrón y una carga nuclear de uno.  Sin embargo, ya en 1907, Rutherford y Thomas Royds habían demostrado que las partículas alfa, que tenían una carga de +2, eran los núcleos de átomos de helio, que tenían una masa cuatro veces superior a la del hidrógeno, no dos. Si la hipótesis de Prout era cierta, algo tenía que estar neutralizando parte de la carga de los núcleos de hidrógeno presentes en los núcleos de átomos más pesados.
En 1917, Rutherford consiguió generar núcleos de hidrógeno a partir de una reacción nuclear entre partículas alfa y gas nitrógeno, y creyó haber demostrado la ley de Prout. En 1920 llamó protones a las nuevas partículas nucleares pesadas (nombres alternativos: proutones y protyles). De los trabajos de Moseley se desprendió inmediatamente que los núcleos de los átomos pesados tienen más del doble de masa de lo que cabría esperar si estuvieran formados por núcleos de hidrógeno, por lo que se requería una hipótesis para la neutralización de los protones adicionales que se suponía que estaban presentes en todos los núcleos pesados.  Se suponía que un núcleo de helio tenía cuatro protones más dos «electrones nucleares» (electrones ligados al interior del núcleo) para cancelar dos cargas. En el otro extremo de la tabla periódica, se pensaba que un núcleo de oro con una masa 197 veces la del hidrógeno contenía 118 electrones nucleares en el núcleo para darle una carga residual de +79, consistente con su número atómico.

### El descubrimiento del neutrón hace queZsea el número del protón
Toda consideración de los electrones nucleares terminó con el descubrimiento del neutrón por James Chadwick en 1932. Se consideró que un átomo de oro contenía 118 neutrones en lugar de 118 electrones nucleares, y que su carga nuclear positiva procedía enteramente de un contenido de 79 protones. Como Moseley había demostrado anteriormente que el número atómico Z de un elemento es igual a esta carga positiva, ahora estaba claro que Z es idéntico al número de protones de sus núcleos.

## Números atómicos de los elementos
Relación de elementos por orden alfabético con sus números atómicos:
| Elemento   | Z   | Elemento    | Z   | Elemento  | Z   | Elemento   | Z   | Elemento     | Z   | Elemento  | Z   |
| ---------- | --- | ----------- | --- | --------- | --- | ---------- | --- | ------------ | --- | --------- | --- |
| Actinio    | 89  | Cesio       | 55  | Fósforo   | 15  | Livermorio | 116 | Platino      | 78  | Sodio     | 11  |
| Aluminio   | 13  | Circonio    | 40  | Francio   | 87  | Lutecio    | 71  | Plomo        | 82  | Talio     | 81  |
| Americio   | 95  | Cloro       | 17  | Gadolinio | 64  | Magnesio   | 12  | Plutonio     | 94  | Tantalio  | 73  |
| Antimonio  | 51  | Cobalto     | 27  | Galio     | 31  | Manganeso  | 25  | Polonio      | 84  | Tecnecio  | 43  |
| Argón      | 18  | Cobre       | 29  | Germanio  | 32  | Meitnerio  | 109 | Potasio      | 19  | Telurio   | 52  |
| Arsénico   | 33  | Copernicio  | 112 | Hafnio    | 72  | Mendelevio | 101 | Praseodimio  | 59  | Terbio    | 65  |
| Ástato     | 85  | Cromo       | 24  | Hassio    | 108 | Mercurio   | 80  | Prometio     | 61  | Titanio   | 22  |
| Azufre     | 16  | Curio       | 96  | Helio     | 2   | Molibdeno  | 42  | Protactinio  | 91  | Torio     | 90  |
| Bario      | 56  | Darmstadtio | 110 | Hidrógeno | 1   | Neodimio   | 60  | Radio        | 88  | Tulio     | 69  |
| Berilio    | 4   | Disprosio   | 66  | Hierro    | 26  | Neón       | 10  | Radón        | 86  | Oganesón  | 118 |
| Berkelio   | 97  | Dubnio      | 105 | Holmio    | 67  | Neptunio   | 93  | Renio        | 75  | Moscovio  | 115 |
| Bismuto    | 83  | Einsteinio  | 99  | Indio     | 49  | Niobio     | 41  | Rodio        | 45  | Téneso    | 117 |
| Bohrio     | 107 | Erbio       | 68  | Iodo      | 53  | Níquel     | 28  | Roentgenio   | 111 | Nihonio   | 113 |
| Boro       | 5   | Escandio    | 21  | Iridio    | 77  | Nitrógeno  | 7   | Rubidio      | 37  | Uranio    | 92  |
| Bromo      | 35  | Estaño      | 50  | Iterbio   | 70  | Nobelio    | 102 | Rutenio      | 44  | Vanadio   | 23  |
| Cadmio     | 48  | Estroncio   | 38  | Itrio     | 39  | Oro        | 79  | Rutherfordio | 104 | Wolframio | 74  |
| Calcio     | 20  | Europio     | 63  | Kriptón   | 36  | Osmio      | 76  | Samario      | 62  | Xenón     | 54  |
| Californio | 98  | Fermio      | 100 | Lantano   | 57  | Oxígeno    | 8   | Seaborgio    | 106 | Zinc      | 30  |
| Carbono    | 6   | Flerovio    | 114 | Lawrencio | 103 | Paladio    | 46  | Selenio      | 34  |           |     |
| Cerio      | 58  | Flúor       | 9   | Litio     | 3   | Plata      | 47  | Silicio      | 14  |           |     |

## Números atómicos en la tabla periódica
Tabla periódica con la relación de elementos químicos (del 1 al 118) y sus correspondientes números atómicos:
| H 1   |       |       |        |        |        |        |        |        |        |        |        |        |        |        |        |        | He 2   |
| Li 3  | Be 4  |       |        |        |        |        |        |        |        |        |        | B 5    | C 6    | N 7    | O 8    | F 9    | Ne 10  |
| Na 11 | Mg 12 |       |        |        |        |        |        |        |        |        |        | Al 13  | Si 14  | P 15   | S 16   | Cl 17  | Ar 18  |
| K 19  | Ca 20 | Sc 21 | Ti 22  | V 23   | Cr 24  | Mn 25  | Fe 26  | Co 27  | Ni 28  | Cu 29  | Zn 30  | Ga 31  | Ge 32  | As 33  | Se 34  | Br 35  | Kr 36  |
| Rb 37 | Sr 38 | Y 39  | Zr 40  | Nb 41  | Mo 42  | Tc 43  | Ru 44  | Rh 45  | Pd 46  | Ag 47  | Cd 48  | In 49  | Sn 50  | Sb 51  | Te 52  | I 53   | Xe 54  |
| Cs 55 | Ba 56 | *     | Hf 72  | Ta 73  | W 74   | Re 75  | Os 76  | Ir 77  | Pt 78  | Au 79  | Hg 80  | Tl 81  | Pb 82  | Bi 83  | Po 84  | At 85  | Rn 86  |
| Fr 87 | Ra 88 | **    | Rf 104 | Db 105 | Sg 106 | Bh 107 | Hs 108 | Mt 109 | Ds 110 | Rg 111 | Cn 112 | Nh 113 | Fl 114 | Mc 115 | Lv 116 | Ts 117 | Og 118 |
| *     | La 57 | Ce 58 | Pr 59  | Nd 60  | Pm 61  | Sm 62  | Eu 63  | Gd 64  | Tb 65  | Dy 66  | Ho 67  | Er 68  | Tm 69  | Yb 70  | Lu 71  |        |        |
| **    | Ac 89 | Th 90 | Pa 91  | U 92   | Np 93  | Pu 94  | Am 95  | Cm 96  | Bk 97  | Cf 98  | Es 99  | Fm 100 | Md 101 | No 102 | Lr 103 |        |        |

## Propiedades químicas
Cada elemento tiene un conjunto específico de propiedades químicas como consecuencia del número de electrones presentes en el átomo neutro, que es "Z" (el número atómico). La configuración de estos electrones se deriva de los principios de la mecánica cuántica. El número de electrones en la capa de electrones de cada elemento, particularmente la capa de valencia más externa, es el factor principal para determinar su comportamiento en el enlace químico. Por lo tanto, es solo el número atómico el que determina las propiedades químicas de un elemento; y es por esta razón que un elemento puede definirse como consistente en "cualquier" mezcla de átomos con un número atómico dado.